# Thermofilaceae
A Thermofilaceae egy Archaea család a Thermoproteales rendben. Az archeák – ősbaktériumok – egysejtű, sejtmag nélküli prokarióta szervezetek. Egyetlen neme a Thermofilum.